# Regienenhof
Regienenhof war ein Ort im Kreis Heiligenbeil in Ostpreußen. Seine Ortsstelle befindet sich heute im Rajon Gurjewsk in der russischen Oblast Kaliningrad.

## Geographische Lage
Die Ortsstelle von Regienenhof liegt im Westen der Oblast Kaliningrad, 27 Kilometer nordöstlich der früheren Kreisstadt Heiligenbeil (russisch Mamonowo) bzw. 29 Kilometer südwestlich der heutigen Rajonshauptstadt Gurjewsk (deutsch Neuhausen).

## Geschichte
Abbau Melk war ein kleiner Gutsort und wurde ab dem 30. Januar 1858 Reginenhof genannt, das man ab 1938 als Regienenhof schrieb. Er bestand aus einem sehr großen Hof und war bis 1945 ein Wohnplatz des Gutsbezirks und der späteren Landgemeinde Brandenburg (Frisches Haff) (heute russisch Uschakowo).
Im Jahre 1945 kam Regienenhof in Kriegsfolge mit dem gesamten nördlichen Ostpreußen zur Sowjetunion. Doch findet sich seither der Name nicht mehr, auch eine russische Namensgebung liegt nicht vor, ebenso wenig auch nicht die Zuordnung zu einem Dorfsowjet. So gilt der Ort heute als untergegangen. Seine Ortsstelle gehört zum Rajon Gurjewsk in der russischen Oblast Kaliningrad (Gebiet Königsberg (Preußen)).

## Religion
Bis 1945 war Regienenhof in das Kirchspiel der evangelischen Kirche Brandenburg (Frisches Haff) in der Kirchenprovinz Ostpreußen der Kirche der Altpreußischen Union eingepfarrt.

## Verkehr
Die Ortsstelle Regienenhofs ist über eine Landwegverbindung von Uschakowo aus zu erreichen.